# Schokoladenmuseum Dresden

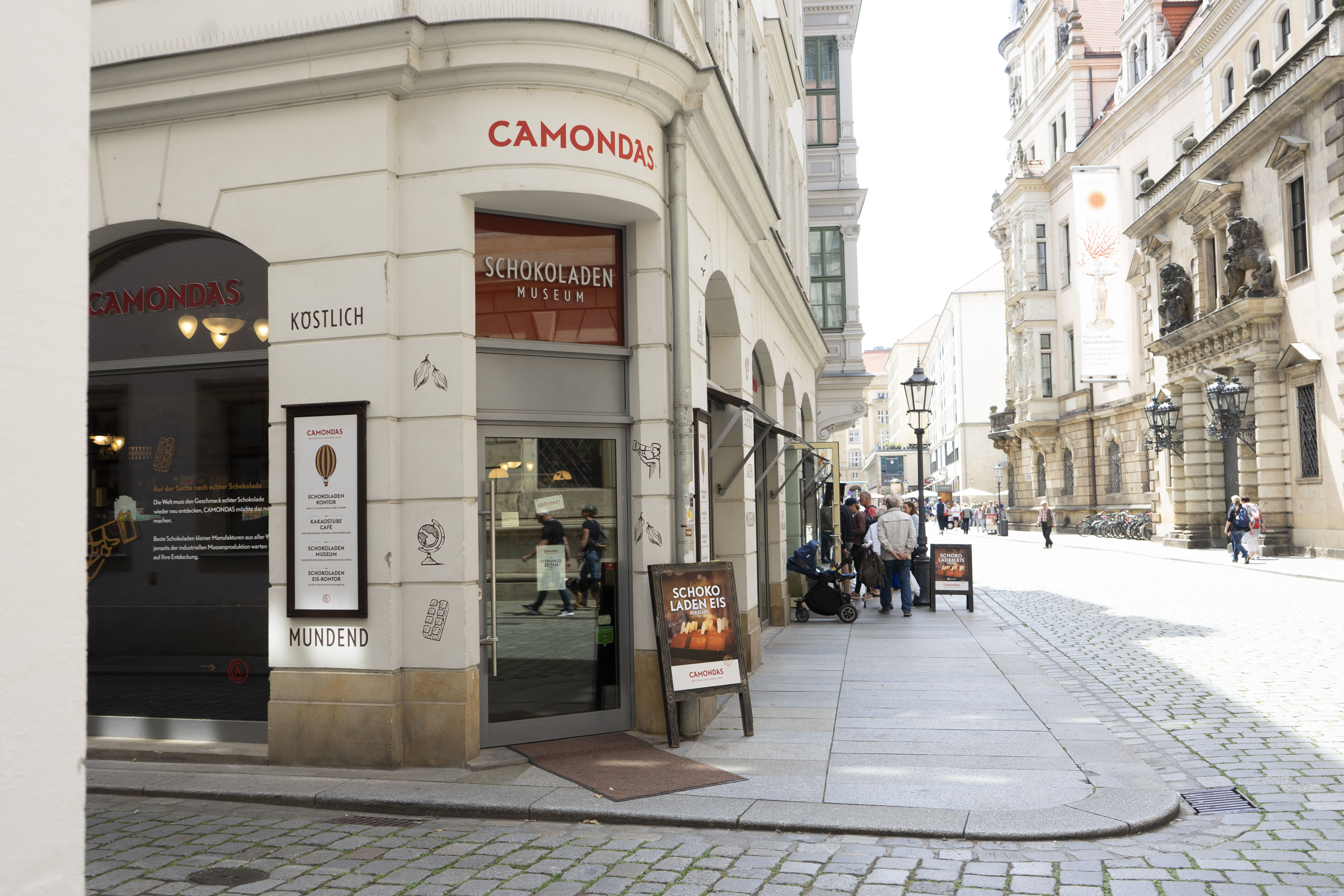
Eingang des Schokoladenmuseums von der Schlossstraße aus.

Das Schokoladenmuseum ist ein privat geführtes Museum in der Stadt Dresden, gegenüber dem Dresdner Residenzschloss gelegen. Es widmet sich der in Vergessenheit geratenen Geschichte der Dresdner Schokoladenherstellung vor allem im 19. und Anfang des 20. Jahrhunderts.

## Geschichte
Seit etwa 200 Jahren wird in Dresden Kakao industriell verarbeitet. Beginnend mit der Gründung von Jordan & Timaeus 1823 als der ältesten Schokoladenfabrik der Stadt entwickelte sich Dresden zu einem Zentrum für die frühe deutsche Schokoladenindustrie. Jordan & Timaeus erfand 1839 die Milchschokolade. Im Jahr 1910 stand Dresden an der Spitze der deutschen Schokoladenproduktion – die Gewerbestatistik wies 26 Schokoladen- und Zuckerfabriken mit über 4000 Beschäftigten aus. Zahlreiche Schokoladenprodukte oder auch Herstellungsverfahren stammen aus dieser Zeit. Der Dresdner Geschäftsmann Ivo Schaffer gründete und finanzierte das Museum privat, im April 2019 wurde es eröffnet.

## Ausstellung

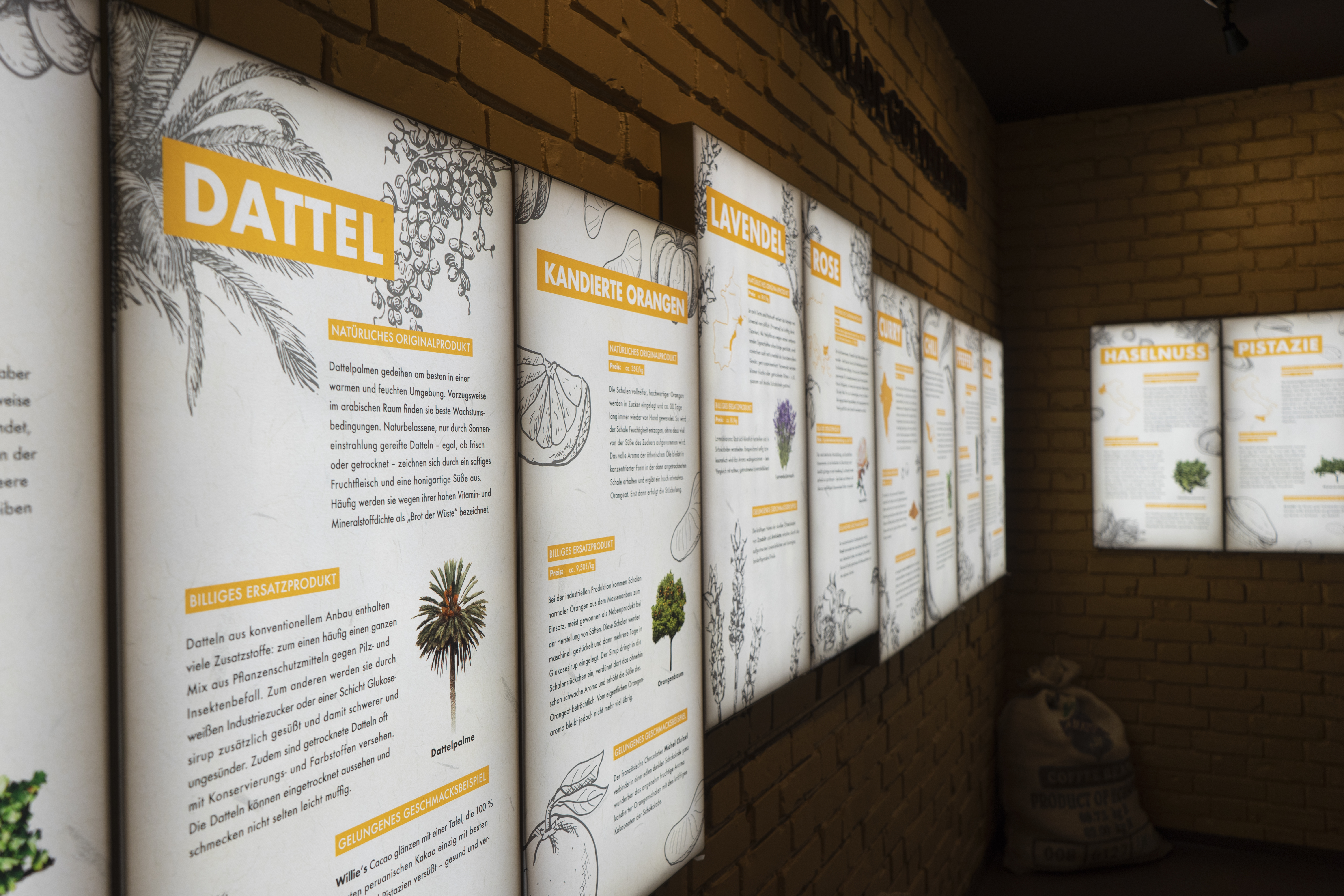
Veranschaulichung einzelner Veredelungszutaten

Das Schokoladenmuseum führt in seinem ersten Teil mit zahlreichen originalen Exponaten von ehemaligen Dresdner Herstellern durch die Geschichte der Dresdner Schokoladenproduktion. Darunter sind Verpackungen von Dominosteinen (der Dominostein wurde 1936 vom Dresdner Chocolatier Herbert Wendler (1912–1998) erfunden), dem Tell-Apfel, der von der Dresdner Firma Hartwig & Vogel erfunden wurde, sowie historische Rechnungen, Schokoladenautomaten (entwickelt durch Anton Reiche in Dresden für die Firma Stollwerck) und historisches Filmmaterial.
Im zweiten Teil des Museums wird der Weg von der Kakaobohne zur fertigen Schokolade detailliert dargestellt. Von der Fermentation, als einem der wichtigsten Schritte zur Herausbildung der Kakaoaromen, über die Trocknung, das Rösten, Mahlen und Walzen der Kakaomasse bis hin zum Conchieren, bei dem die Schokolade ihre Cremigkeit und einen zarten Schmelz erhält. Anhand der abgebildeten Verarbeitungsschritte bekommen die Besucher einen Eindruck vermittelt, wie die Herstellung einer echten Qualitätsschokolade abläuft. Im Veredelungsraum des Schokoladenmuseums werden alle möglichen Zutaten, wie Nüsse, Früchte, Alkoholerzeugnisse oder Gewürze für Schokoladenkreationen vorgestellt. Dabei wird auch über die Herkunft der Zutaten informiert.
Darüber hinaus präsentiert das Museum Schokoladenformen aus Weißblech von Anton Reiche: Alle großen Süßwarenfabriken im deutschsprachigen Raum waren seinerzeit Kunden seiner Firma, Reiche exportierte in zahlreiche Länder und nach Übersee. Monika Tinhofer, eine der Urenkelinnen von Anton Reiche, hat über 1000 Weißblechformen aus seiner Produktion, die allesamt inzwischen begehrte Sammlerstücke sind, zusammengetragen und ihre Sammlung dem Schokoladenmuseum als Dauerleihgabe zur Verfügung gestellt.